# Baeschlin Verlag
Baeschlin, ein Schweizer Verlag, wurde 1853 gegründet. Er ist gemeinsam mit dem AS Verlag und den Verlagen Th. Gut und elfundzehn Teil der Lesestoff Verlagsgruppe.

## Verlag
Baeschlin wird von der Verlegerin Gaby Ferndriger geleitet. Der Verlag führt eine lokale Buchhandlung in Glarus. Dort veranstaltet Baeschlin auch regelmässig Autorenlesungen und andere öffentliche Events.

## Verlagsprogramm
Mit seinem Programm hat sich der Verlag zum Ziel gesetzt, die Identität des Glarnerlands zu stärken und greifbar zu machen. Genauso wichtig ist ihm, das Kulturgut Buch weiter zu verbreiten und hochzuhalten.
Er hat zwei Programmschwerpunkte:
1. Zum Kerngeschäft gehören seit den Anfängen Veröffentlichungen, die mit der Region und den Menschen im Glarnerland verbunden sind. Diese machen auch bis heute einen Grossteil der Publikationen aus. Dazu gehören Wanderbücher, Kunstbände, historische und volkskundliche Werke und Belletristik, die sich dem Kanton Glarus widmen.
2. Der zweite Schwerpunkt liegt im Gebiet der Bilder- und Kinderbücher.[2][5]

## Autoren und Illustratoren (Auswahl)
Zu den Autoren und Illustratoren, die bei Baeschlin publizieren, gehören unter anderen Katja Alves, Linard Bardill, Bänz Friedli, Dana Grigorcea, Eveline Hasler und Tanja Kummer.